# Campeonato Mineiro de Futebol Feminino de 2019
O Campeonato Mineiro de Futebol Feminino de 2019 foi uma competição de futebol feminino organizada pela Federação Mineira de Futebol, que teve início no dia 29 de setembro e sua final disputada no dia 7 de dezembro. Inicialmente, este jogo seria no Mineirão, mas a FMF remarcou a final para o Estádio das Alterosas, onde o Cruzeiro venceu o América Mineiro nas penalidades e conquistou seu primeiro título estadual. Como campeão, o Cruzeiro teria direito a uma vaga na Série A2 do Brasileirão Feminino de 2020, mas como já disputa a Série A1, o América herdou o direito.

## Controvérsias

### Participação de clubes amadores
Em 2019, a FMF modificou a lista de requisitos para que um clube pudesse se inscrever no campeonato, exigindo que fosse um clube profissional. Dessa forma, clubes amadores que participavam com frequência da competição não puderam se inscrever. Algumas agremiações foram pegas de surpresa e se mobilizaram, mas o primeiro edital de convocação para o conselho técnico, divulgado em 5 de agosto, só continha 5 clubes. Porém, na reunião realizada entre estes clubes no dia 7 de agosto, foi decidido por unanimidade prorrogar as inscrições até 12 de agosto, de forma que os clubes amadores pudessem viabilizar parcerias com clubes profissionais a fim de participar do campeonato. Finalmente, em 13 de agosto, a FMF divulgou novo ofício convocatório para o conselho técnico, com 8 clubes listados.

### Cobrança de taxas
Em 14 de agosto, na segunda reunião do conselho técnico, a FMF impôs a cobrança da taxa de arbitragem e de quadro móvel da própria entidade aos clubes, que, insatisfeitos, optaram unanimemente por desistir de participar da competição. Diante do impasse, uma nova reunião foi agendada para o dia 2 de setembro, na qual 7 dos 8 clubes participantes do segundo arbitral estiveram presentes -- o América de Teófilo Otoni não compareceu. Os clubes acataram o pagamento das taxas e enfim o campeonato foi confirmado.

## Participantes
| Equipe                  | Cidade               | Estádio                    | Cidade do estádio | Em 2018        | Títulos (desde 2005) |
| ----------------------- | -------------------- | -------------------------- | ----------------- | -------------- | -------------------- |
| América Futebol Clube   | Belo Horizonte       | Baleião                    | Belo Horizonte    | Campeão        | 3                    |
| Clube Atlético Mineiro  | Belo Horizonte       | Cidade do Galo             | Vespasiano        | não participou | 5                    |
| Cruzeiro Esporte Clube  | Belo Horizonte       | Estádio das Alterosas      | Belo Horizonte    | não participou | 0                    |
| Esporte Clube Futgol    | Belo Horizonte       | Arena Santa Luzia          | Contagem          | não participou | 0                    |
| Ipatinga Futebol Clube  | Ipatinga             | Ipatingão                  | Ipatinga          | Vice-campeão   | 1                    |
| Minas Boca Futebol      | Sete Lagoas          | Estádio do Grêmio Cristina | Santa Luzia       | não participou | 0                    |
| Valadares Esporte Clube | Governador Valadares | Estádio Mário Lobo         | Ponte Nova        | não participou | 0                    |

## Regulamento

### Primeira fase
Na primeira fase, todos os clubes se enfrentaram uma vez, em turno único, classificando-se para a Fase Semifinal, ao final das sete rodadas, os 4 melhores colocados. Caso houvesse empate de pontos entre dois ou mais clubes, os critérios de desempates foram aplicados na seguinte ordem:
1. Número de vitórias
2. Saldo de gols
3. Gols marcados
4. Confronto direto (apenas se o empate fosse entre dois clubes)
5. Número de cartões vermelhos
6. Número de cartões amarelos
7. Sorteio público na sede da FMF

### Fase final
A fase final consiste em semifinais e final, com confrontos de ida e volta na semifinais e jogo único na final. Os times de melhor campanha na primeira fase tiveram o direito de decidir se exerceriam o mando de campo no primeiro ou no segundo jogo das semifinais. O chaveamento foi dado da seguinte forma: 1° melhor colocado x 4° melhor colocado e 2° melhor colocado x 3° melhor colocado. Caso houvesse empate no saldo gols após as duas partidas, a decisão seria nas cobranças de penalidades.
A final estava prevista para o Mineirão, mas foi remarcada para o Estádio das Alterosas. Para efeito de tabela, o mandante da partida foi o clube finalista que possuiu a melhor campanha na primeira fase. Se o jogo terminasse empatado, a decisão seria na cobrança de penalidades para decidir o clube campeão, o que acaou ocorrendo.

## Primeira fase
Na primeira fase, os oito clubes participantes jogaram entre si, todos contra todos em turno único. Os quatro melhores colocados se classificaram às semifinais.

### Classificação
| Pos | Equipes          | Pts | J | V | E | D | GP | GC | SG  |
| --- | ---------------- | --- | - | - | - | - | -- | -- | --- |
| 1º  | Cruzeiro         | 18  | 6 | 6 | 0 | 0 | 34 | 0  | +34 |
| 2º  | América Mineiro  | 13  | 6 | 4 | 1 | 1 | 27 | 2  | +25 |
| 3º  | Atlético Mineiro | 13  | 6 | 4 | 1 | 1 | 24 | 5  | +19 |
| 4º  | Ipatinga         | 9   | 6 | 3 | 0 | 3 | 16 | 15 | +1  |
| 5º  | Futgol           | 6   | 6 | 2 | 0 | 4 | 7  | 14 | -7  |
| 6º  | Valadares        | 3   | 6 | 1 | 0 | 5 | 5  | 39 | -34 |
| 7º  | Minas Boca       | 0   | 6 | 0 | 0 | 6 | 6  | 44 | -38 |

|                  | AME  | ATM | CRU | FUT | IPA | MIN  | VAL  |
| ---------------- | ---- | --- | --- | --- | --- | ---- | ---- |
| América Mineiro  | —    | 0–0 | —   | 3–0 | —   | 13–0 | —    |
| Atlético Mineiro | —    | —   | 0–2 | 5–0 | —   | —    | 10–0 |
| Cruzeiro         | 1–0  | —   | —   | —   | 8–0 | 13–0 | —    |
| Futgol           | —    | —   | 0–3 | —   | 1–2 | —    | 2–0  |
| Ipatinga         | 0–1  | 1–5 | —   | —   | —   | 6–0  | —    |
| Minas Boca       | —    | 2–4 | —   | 1–4 | —   | —    | 3–4  |
| Valadares        | 1–10 | —   | 0–7 | —   | 0–7 | —    | —    |

## Fase final
Na fase final, os quatro melhores classificados se enfrentaram em jogos eliminatórios de ida e volta para definir os dois finalistas. A final foi disputada em jogo único.
|  | Semifinais       | Semifinais      | Semifinais | Semifinais |   |          | Final | Final |
|  |                  |                 |            |            |   |          |       |       |
|  | Cruzeiro         | 2               | 8          | 10         |   |          |       |       |
|  | Ipatinga         | 0               | 0          | 0          |   |          |       |       |
|  | Ipatinga         | 0               | 0          | 0          |   | Cruzeiro | 1 (6) |       |
|  |                  |                 |            |            |   | Cruzeiro | 1 (6) |       |
|  |                  | América Mineiro | 1 (5)      |            |   |          |       |       |
|  | América Mineiro  | América Mineiro | 1 (5)      | 1          | 2 | 3        |       |       |
|  | América Mineiro  |                 |            | 1          | 2 | 3        |       |       |
|  | Atlético Mineiro | 1               | 0          | 1          |   |          |       |       |

## Premiação
| Campeonato Mineiro Feminino de 2019 |
| Belo Horizonte                      |
| ----------------------------------- |
| Cruzeiro Campeão (1.º título)       |

## Artilharia
| Gols | Jogador  | Time             |
| ---- | -------- | ---------------- |
| 9    | Micaelly | Cruzeiro         |
| 7    | Lorena   | América Mineiro  |
| 6    | Vanessa  | Cruzeiro         |
| 6    | Lílian   | América Mineiro  |
| 6    | Miriã    | Cruzeiro         |
| 5    | Rayssa   | Atlético Mineiro |
| 5    | Jó       | América Mineiro  |
| 4    | Vitória  | Ipatinga         |
| 4    | Guedes   | Atlético Mineiro |
| 4    | Duda     | Cruzeiro         |
| 4    | Kim      | Cruzeiro         |
| 4    | Dilene   | América Mineiro  |

## Classificação final
| Pos. | Time             | Pts | J | V | E | D | GP | GS | SG  |                             |
| ---- | ---------------- | --- | - | - | - | - | -- | -- | --- | --------------------------- |
| 1    | Cruzeiro         | 25  | 9 | 8 | 1 | 0 | 45 | 1  | +44 | Campeão                     |
| 2    | América Mineiro  | 18  | 9 | 5 | 3 | 1 | 31 | 4  | +27 | Vice-campeão                |
| 3    | Atlético Mineiro | 14  | 8 | 4 | 2 | 2 | 25 | 8  | +17 | Semifinalistas              |
| 4    | Ipatinga         | 9   | 8 | 3 | 0 | 5 | 16 | 25 | -9  | Semifinalistas              |
| 5    | Futgol           | 6   | 6 | 2 | 0 | 4 | 7  | 14 | -7  | Eliminados na primeira fase |
| 6    | Valadares        | 3   | 6 | 1 | 0 | 5 | 5  | 39 | -34 | Eliminados na primeira fase |
| 7    | Minas Boca       | 0   | 6 | 0 | 0 | 6 | 6  | 44 | -38 | Eliminados na primeira fase |